# Titularbistum Apollonias
Apollonias (ital.: Apolloniade) ist ein Titularbistum der römisch-katholischen Kirche. 
Es geht zurück auf ein ehemaliges Bistum benannt nach der antiken Stadt Apollonias in der römischen Provinz Bithynia et Pontus bzw. in der Spätantike Bithynia in Kleinasien (heute Türkei). Es gehörte der Kirchenprovinz Nikomedia an.
| Titularbischöfe von Apollonias |                      | |                   |                 |
| Nr.                            | Name                 | Amt | von               | bis             |
| 1                              | Pietro Dema          | | 27. Januar 1952   | 28. Januar 1955 |
| 2                              | Nicholas Thomas Elko | Bischof im Exarchat der ruthenischen griechisch-katholischen Kirche für die Vereinigten Staaten von Amerika (USA) | 5. Februar 1955   | 6. Juli 1963    |
| 3                              | Enrico Petrilli      | Weihbischof in Siena (Italien)                                                                                    | 2. September 1963 | 9. Februar 1968 |